# Koji Ezumi
Koji Ezumi (født 18. december 1978) er en japansk fodboldspiller.
Han har spillet for flere forskellige klubber i sin karriere, herunder Oita Trinita, Omiya Ardija og Kataller Toyama.